# Fazekas János
Fazekas János (Lupény, 1926. február 16. – Budapest, 2004. március 8.) romániai magyar újságíró, politikus, történész. Életének utolsó éveit Budapesten töltötte, az MTA megbízásából kutatott.

## Életútja
Magyarandrásfalván nőtt fel, középiskoláit Székelykeresztúron az unitárius gimnáziumban és tanítóképzőben végezte. A második világháború után politikai pályára lépett, Székelyudvarhelyen, Brassóban, Marosvásárhelyen, majd Bukarestben többféle ifjúsági, 1952-től vezető állami és pártfeladatokat töltött be egészen 1982-ig, majd 1989-ig belső száműzetésben élt, a rendszerváltás után sem találta meg a helyét, mert kommunista meggyőződését és a nemzetiségek ügyével való törődést nem adta fel, kommunista meggyőződése miatt a magyarok, a nemzetiségiek mellett való kiállása miatt a románok vetették ki maguk közül.
1945–1982 között magas állami és párttisztségeiben sokat tett a romániai magyar kisebbség jogvédelméért. „Ténykedésének legjellemzőbb jegye mindvégig a kisebbségi jogvédelem volt” – írta róla Sütő András.
Publicisztikai munkásságát 1945-ben a Tompa László szerkesztésében megjelenő Szabadság című lapban kezdte. Cikkei a pártépítéssel, a párt nemzetiségi politikájával és a szocialista gazdaság fejlesztésével összefüggő kérdéseket tárgyalták az ifjúsági és pártsajtóban. Gazdasági tárgyú tanulmányait a Probleme Economice, Lupta de Clasă, illetve a Era Socialistă, valamint A Hét és Korunk közölte; az Industria României 1944–1964 című gyűjteményes kötetben (1964) az élelmiszeriparról szóló fejezet szerzője.
Mint a Társadalmi és Politikai Tudományok Akadémiájának tagja tette közzé Az agyagfalvi székely nemzeti gyűlés című történeti tanulmányát az 1848-as gyűlés 125. évfordulója alkalmából (A Hét 1973/42–44; újraközölve MNT 1976. 232–80.). További történelmi tanulmányaiban az együttélés törvényszerűségeit tárta fel (A székelyek harca a románok oldalán az idegen uralom és az elnyomás ellen, a szabadságért és a társadalmi igazságosságért, A Hét 1977/12; A haladó magyar társadalmi erők állásfoglalása az 1877–1878-as román függetlenségi háború idején, A Hét 1977/27). Hasonló célzatú háromrészes tanulmánya is: A Habsburg-elnyomás Erdélyben. 1690–1847 (Korunk 1978/3–5). Történelemszemléletének korszerű tanulságait vonja le Polgári nézetek a nemzeti-nemzetiségi viszonyok terén, a sovinizmus és a nacionalizmus – a nemzeti és társadalmi haladás kerékkötői című összehasonlító tanulmányában (románul Era Socialistă, 1978/24; magyarul A Hét, 1979/3–4), majd egy újabb írásában (A román nép és az együttélő nemzetiségek egysége és testvérisége, A Hét 1979/19–20), amely a mai Románia e fontos kérdését elemzi.)
Tanulmányainak gyűjteményes kötete: A Román Kommunista Párt – a haza fiai testvériségének és barátságának, társadalmi és nemzeti egyenlőségének következetes harcosa (1980).